# جوئل آدامز (خواننده)
جوئل آدامز (انگلیسی: Joel Adams؛ زادهٔ ۱۶ دسامبر ۱۹۹۶) یک موسیقی‌دان است. وی از سال ۲۰۱۲ میلادی تاکنون مشغول فعالیت بوده‌است. تنها اثر منتشر شده از وی «لطفاً نرو» است که به موفقیت تجاری فراوانی رسید.